# Padre Victor
Francisco de Paula Victor ou simplesmente Padre Victor (Campanha, 12 de abril de 1827 — Três Pontas, 23 de setembro de 1905), foi um sacerdote do interior do estado de Minas Gerais. É considerado beato pela Igreja Católica desde 14 novembro de 2015.

## Vida pregressa

### Infância
Francisco de Paula Victor nasceu na cidade mineira de Campanha em 12 de abril de 1827. Era filho da escravizada Lourença Maria de Jesus; já o nome de seu pai é desconhecido. Foi batizado em 20 de abril do mesmo ano.

### Vocação e sacerdócio
No ano de 1848, Dom Antônio Ferreira Viçoso, então bispo de Mariana, visitou Campanha. O jovem Francisco, então alfaiate, o procurou para expressar seu desejo de seguir a vida religiosa. Com o apoio de sua madrinha, partiu para o seminário de Mariana em 5 de junho de 1849. Após completar sua formação, foi ordenado padre no dia 14 de junho de 1851 e regressou à sua cidade natal para servir como vigário da então freguesia. Segundo historiadores, foi um grande feito na época, pois era negro e pobre e suportou muitas humilhações dos seus colegas seminaristas que não o aceitavam.
Padre Victor foi enviado à cidade de Três Pontas no dia 14 de junho de 1852. Inicialmente rejeitado pela população por ser um "padre negro", suas dedicação e humildade o tornaram admirado por todos. Assumiu a direção de sua paróquia com zelo e carinho, colocando-se, assim, acima de todas as críticas e formas de preconceito que enfrentou. 
Em Três Pontas, realizou a ampliação da Igreja Matriz para o conforto dos fiéis e buscou catequizar e instruir seus paroquianos. Para isso, criou a "Escola Sagrada Família". Ali colegiaram muitos três-pontanos de grande projeção social, como João de Almeida Ferrão (futuro-primeiro bispo da Diocese da Campanha) e José Maria Rabello (seu futuro coadjutor). Nessa escola, onde Padre Victor trabalhou como professor de latim e música, instruiu muitos jovens provenientes tanto de famílias humildes como de nobres, buscando destacá-los na sociedade. Conhecido por sua caridade, contribuiu na ajuda de pessoas de baixa classe social. Em suas necessidades, os paroquianos recorriam a ele. Era bom, porém enérgico: "Padre Victor vivia de esmolas e dava esmolas".
Faleceu no dia 23 de setembro de 1905, após servir por 53 anos como pároco em Três Pontas e deixar um vasto legado. A notícia de seu falecimento gerou um grande abalo emocional na região e muitos desejavam dar o último adeus ao religioso. Durante os três dias de velório, seu corpo exalava perfume de rosas, cuja origem era desconhecida. Antes de ser sepultado na Igreja Matriz de Nossa Senhora da Ajuda, que ele ajudou a construir, houve ainda um cortejo com seu corpo na cidade. Seus restos mortais encontram-se ao lado esquerdo do altar central, na matriz de Nossa Senhora da Ajuda.

### Homenagens
Em 1929 foi construído uma herma em homenagem ao sacerdote. Nela, está inscrita a seguinte frase: 
Cônego Francisco de Paula Victor: sua vida foi um Evangelho – sua memória, a sagração eterna de um exemplo vivo – Homenagem ao valor e à virtude, 1929
Anualmente, em 23 de setembro, dia de sua morte, milhares de pessoas de diversas cidades e estados visitam o município por ocasião da festa que ocorre em sua memória.

## Beatificação

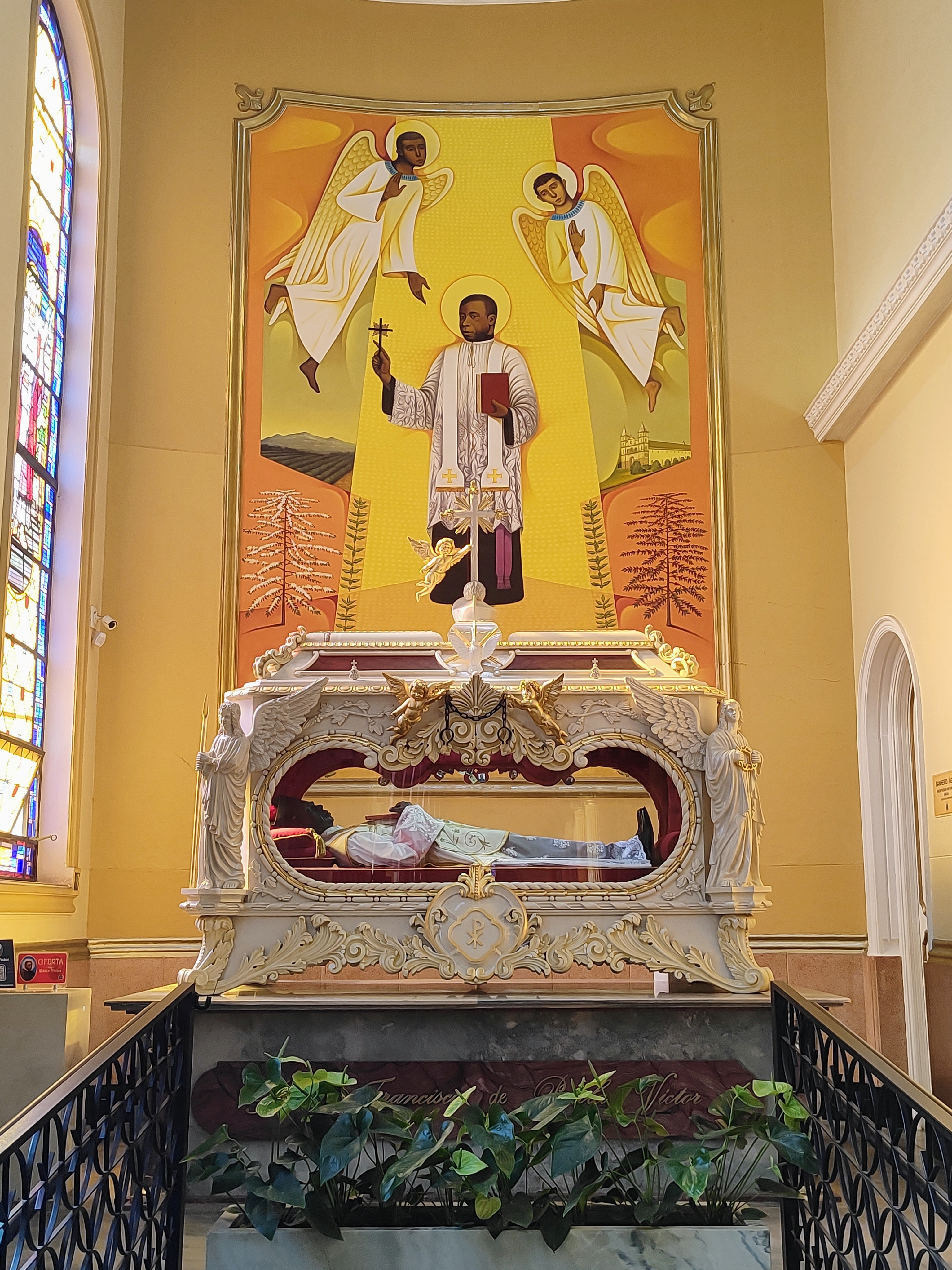
Túmulo do Beato Francisco de Paula Victor no Santuário Nossa Senhora da Ajuda, em Três Pontas

Tramitou na Diocese da Campanha e na Congregação para a Causa dos Santos, entre os anos 1992 e 2015, o processo que tornou possível sua beatificação. A causa foi iniciada por Dom Diamantino Prata de Carvalho, então bispo diocesano. Em maio de 2012, o Papa Bento XVI promulgou o decreto que reconheceu suas virtudes heroicas. Em 3 de junho de 2015, os cardeais aprovaram, por unanimidade, um milagre atribuído ao sacerdote, que consistia na gravidez de uma moradora de Três Pontas. Até então, a cura já havia sido reconhecida como "inexplicável" por médicos e por uma comissão de teólogos. Foi beatificado em 14 de novembro de 2015 pelo cardeal Angelo Amato. A cerimônia foi realizada no aeroporto da cidade e contou com a presença de cerca de 15 mil pessoas.
O Papa Francisco, no dia seguinte à beatificação, comentou na Praça de São Pedro, após a oração do Angelus, o testemunho deixado pelo Padre Victor aos três-pontanos:
| “ | Pároco generoso e excelente na caquetese e na ministração dos sacramentos, se distingue sobretudo pela sua grande humildade. Possa o seu extraordinário testemunho servir de modelo para todos os sacerdotes, chamados a ser humildes servidores do povo de Deus. | ” |
|   | — Papa Francisco. |   |

O postulador desta causa foi o Dr. Paolo Vilotta.

### Milagre do batismo
Na cidade perdura a fama de que um de seus primeiros milagres estaria ligado a uma família humilde de lavradores. Eles teriam ido à Igreja Matriz de Nossa Senhora d'Ajuda a fim de que seu filho fosse batizado. No entanto, os padres da época cobravam uma taxa que a família não dispunha para realizar o sacramento. Nisso, o casal pôs-se à oração, quando se aproximou uma pessoa que se apresentou como padre para realizar o batismo sem custas. O casal comentou com populares acerca do ocorrido e do padre que havia ministrado o sacramento. Quando lhes foi mostrada uma fotografia de um sacerdote baseado nas descrições, reconheceram se tratar de Padre Victor, que já havia falecido.